# Župski-öböl
A Župski-öböl (horvátul: Župski zaljev) egy tágas tengeröböl Horvátországban, az Adriai-tenger keleti partjának déli részén, Dubrovnik közelében.

## Leírása
A Župski-öböl Dubrovniktól délkeletre, az északnyugati Pelegrin-fok és a délkeleti Sustjepan-fok között fekszik. Hosszúsága mintegy 5 km, legnagyobb szélessége 2,5 km. Az öbölben található a Supetar-sziget és a Superka (Šuperka) szikla, valamint előtte (délkeletre) a különleges ornitológiai rezervátumként védett Mrkan, Bobara, Mrkanac és más kisebb szigetek, melyek a sirályok fészkelőhelyei. A part mentén híres üdülőhelyek és strandok (Kupari, Srebreno, Tiha, Mlini és Cavtat) fekszenek, amelyeket az adriai autópálya köt össze. Plat településnél egy vízierőmű található.